# إف-4 فانتوم الثانية
إف-4 فانتوم الثانية هي طائرة عسكرية من إنتاج شركة طائرات ماكدونيل لصناعة الطائرات ذات مقعدين، ومحركين، طويلة المدى، وتعمل في جميع الظروف الجوية. طورت في الأساس لصالح قوات البحرية الأمريكية فأصبحت أساس جناح الطيران في البحرية الأمريكية وقوات مشاة البحرية الأمريكية بالإضافة إلى القوات الجوية الأمريكية. كانت الطائرة الرئيسية لكل منهم أبان حرب فيتنام.
أول طيران لها كان في عام 1960، وكانت العنصر الأساسي في القوة الجوية الأمريكية للعقدان 1970 و1980، ثم استبدلت بطائرات أحدث من طرازي إف 15 وإف 16.
كان للطائرة إف 4 دور هام في حرب الخليج الأولى بالإضافة لدورها في الصراع العربي الإسرائيلي على جانب إسرائيل. بينما كان لإيران فيلق كامل خدم في حرب الخليج الأولى. أيضا خدمت الطائرة في القوات المسلحة التابعة لإحدى عشر دولة.

## الفئات

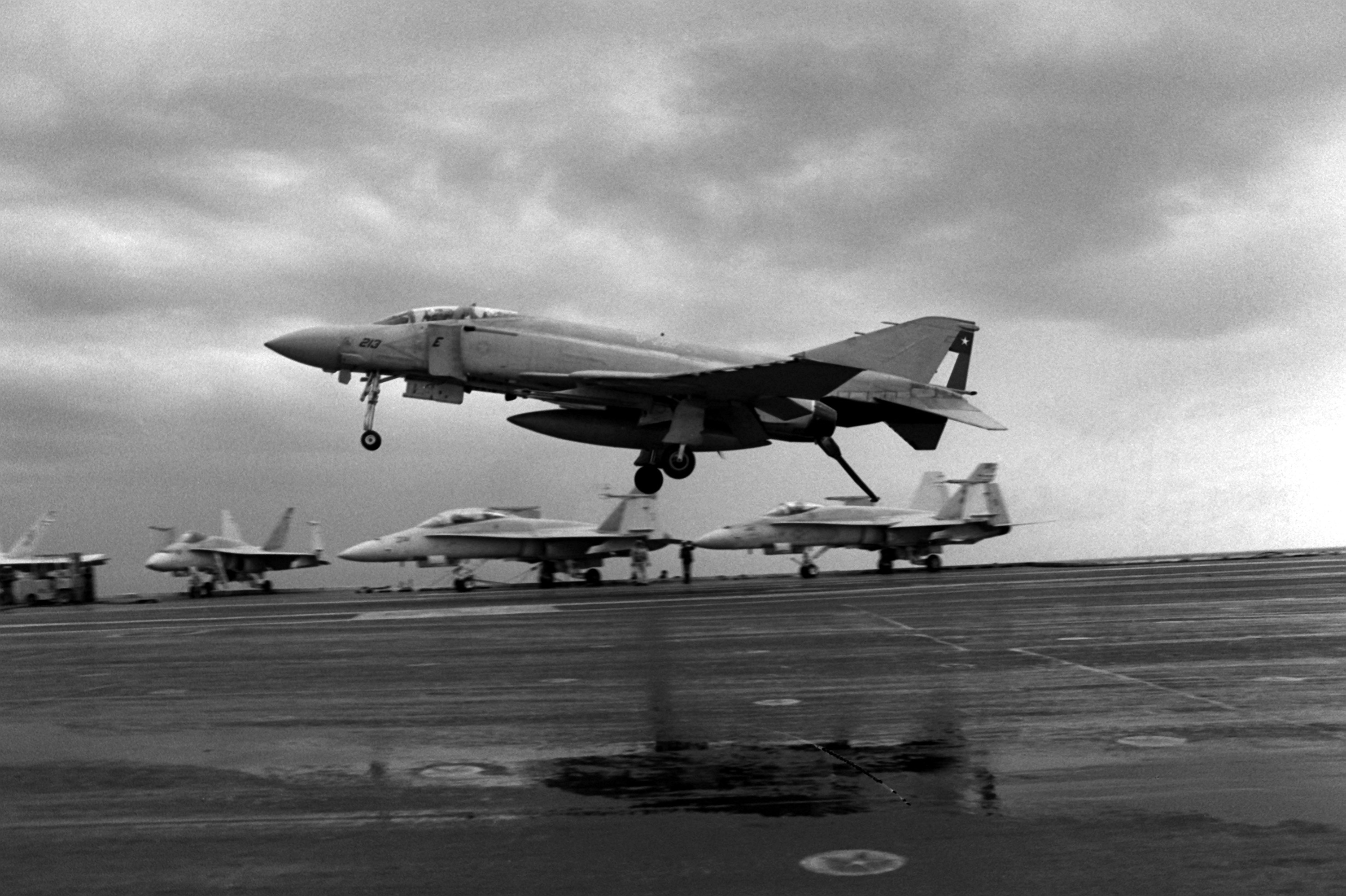
طائرة إف 4 فانتوم الثانية والتي استخدمتها البحرية الأمريكية عقد 1980

F-4A, B, J, N and S
فئات للبحرية الأمريكية ولمشاة البحرية الأمريكية، حدثت الفئة F-4B للفئة F-4N أما الفئة F-4J فقد حدثت للفئة F-4S.
F-110 Spectre, F-4C, D and E
فئات لسلاح الجو الأمريكي. الفئة F-4E أدخل عليها مدفع فالكون M61، الفئتان F-4D وF-4E تم تصديرهما بشكل واسع.
F-4K and M
فئات للمملكة المتحدة أعيد تزويدها بمحركات بريطانية.
F-4EJ
فئة مبسطة من الفئة F-4E صدرت إلى اليابان (تصنع تحت ترخيص).
F-4F
فئة مبسطة من الفئة F-4E صدرت لألمانيا.
RF-4B, C, and E
فئات أستطلاع تكتيكة.

## المستخدمين

### الشرق الأوسط

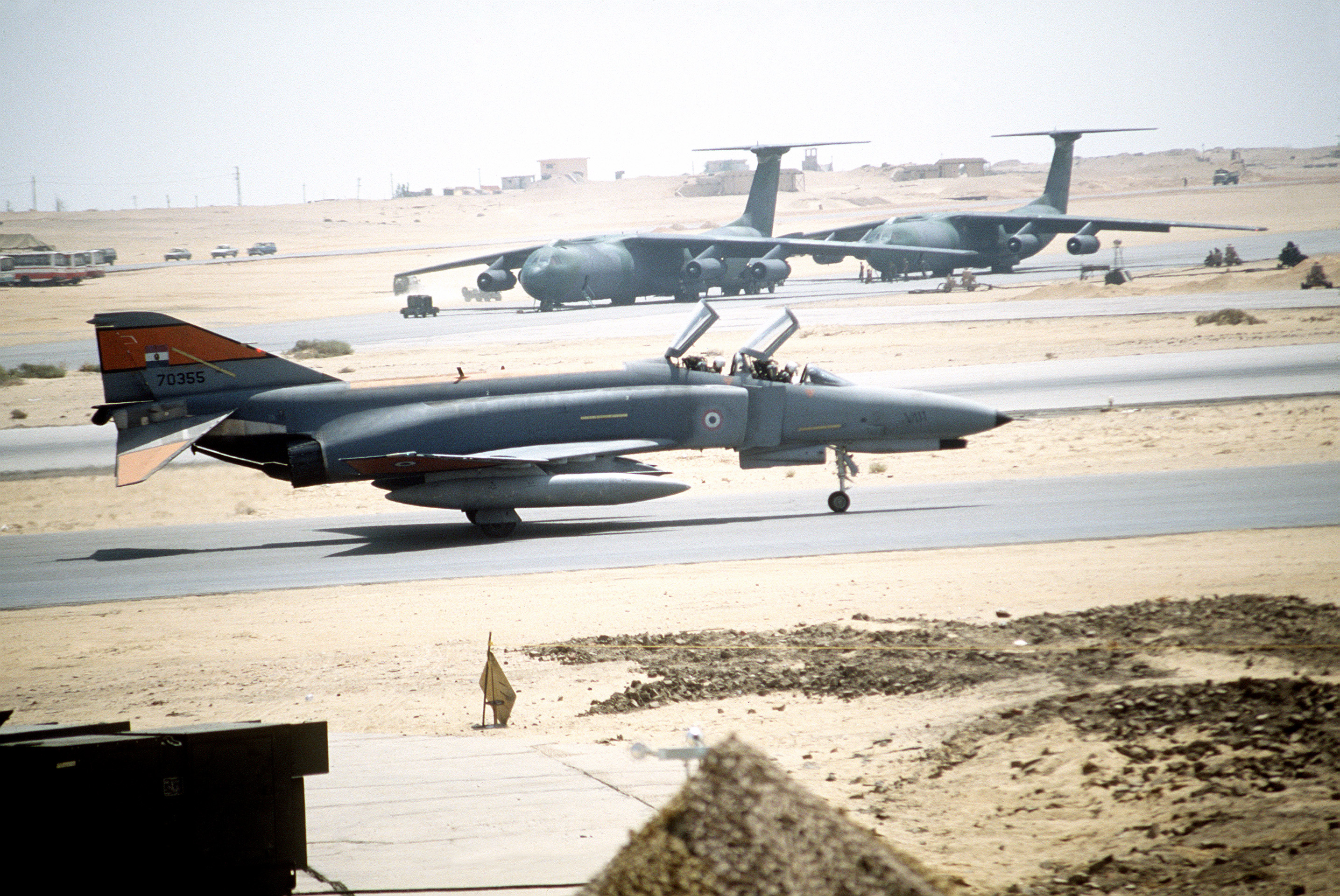
طائرة فانتوم مصرية.

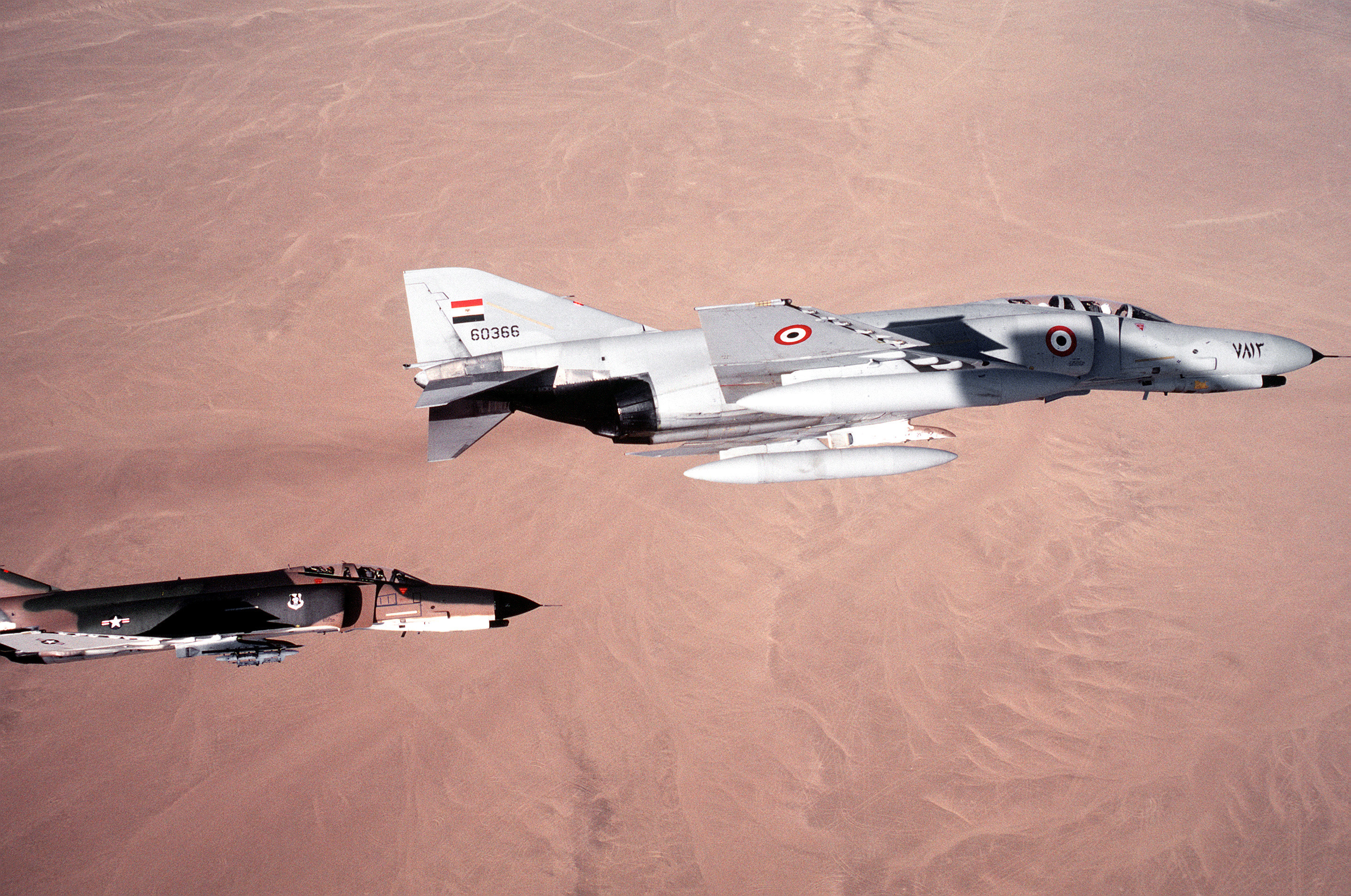
طائرة فانتوم مصرية.

- إسرائيل 286 طائرة (أكبر مستخدم أجنبي لطائرات الفانتوم في العالم وكان لها دور كبير في الصراع العربي الإسرائيلي. وأول مشاركة للطائرة كان في حرب الاستنزاف، وخرجت من الخدمة في 2004).
- إيران 225 طائرة (تسلمت إيران أول طائرات الفانتوم سنة 1967 بمجموع 16 طائرة من الفئة F-4D ثم تسلمت 16 طائرة طائرة فانتوم من نفس الفئة سنة 1968، وحتى العام 1979 تسلمت إيران ما مجموعة 177 طائرة فانتوم من الفئة الأحدث F-4E و16 طائرة استطلاع RF-4E).
- تركيا 233 طائرة (في عام 1973 طلبت القوات الجوية التركية 40 طائرة فانتوم من الفئة F- 4E بدأ تسليمهم لسلاح الجو التركي في أغسطس 1974، وفي العام 1977 طلبت تركيا 32 طائرة فانتوم F-4E و8 طائرات استطلاع RF-4Es، في يونيو 1981 سلمت 15 طائرة F-4E مستعملة من القوات الجوية الأمريكية لتركيا ووصل أيضا في منتصف 1984 15 طائرة F-4E مستعملة لتركيا، في 1987 40 F-4E سلموا لتركيا وبعد حرب الخليج الثانية منحت الولايات المتحدة تركيا 40 F-4E تقديرا للدور التركي الداعم للحرب، ما بين 1992 و1994 تسلمت تركيا 32 طائرة فانتوم F-4E مستعملة من ألمانيا)
- مصر 42 طائرة (زودت القوات الجوية المصرية عام 1979 بـ 35 طائرة فانتوم من الفئة F-4E مستعملة من القوات الجوية الأمريكية، 7 طائرات أخرى من سلاح الجو الأمريكي عام 1988جرى تسليمهم للقوات الجوية المصرية).

### أوروبا
- ألمانيا: طلب سلاح الجو الألماني عام 1969، 88 طائرة، وتم توريدها من بداية عام 1971.
- اليونان.
- إسبانيا: (حصلت على أول فيلق منها عام 1971 وتوقف استخدامها عام 2002.).
- المملكة المتحدة: (تخدم عند بريطانيا في سلاح الجو الملكي، والبحرية الملكية.).

### الولايات المتحدة
- القوات المسلحة الأمريكية:
  - بحرية الولايات المتحدة.
  - قوات مشاة البحرية الأمريكية.
  - القوات الجوية الأمريكية.
- غير القوات المسلحة الأمريكية :

### شرق آسيا وأقيانوسيا
- اليابان (في عام 1968، اشترت القوات اليابانية للدفاع عن الذات 140 طائرة من غير قدراتها للهجوم الأرضى. صنعت شركة ميتسوبيشى 138 طائرة إف 4 مسلحة تحت رخصة تصنيع باليابان، بالإضافة إلى استيراد 14 طائرة من غير تسليح. ولديها العديد من الطائرات الأخرى والتي طورت لاحقا إلى العديد من الطرازات المختلفة.).
- كوريا الجنوبية
- أستراليا (24+11 طرازات مختلفة.).

## المواصفات

### الصفات العامة
- الطاقم: 2.
- الطول: 19.2 متر.
- المسافة بين الجناحين: 11.7 متر.
- الارتفاع : 5.0 متر.
- مساحة الأجنحة: 49.2 متر².
- الوزن فارغة: 13,757 كجم.
- الوزن محملة: 18,835 كجم.
- أقصى وزن محمله: 28,030 كجم.
- المحرك: محركان من النوع (General Electric J79) يعطيان قوة دفع 79.6 كيلو نيوتن.
- سعة خزان الوقود : 7,549 ليتر (خزان داخلي)، بالإضافة إلى 12,627 ليتر (3 خزانات خارجية).

### الأداء
- السرعة القصوى: ماخ 2.23 (2,370 كيلومتر/ساعة) على ارتفاع 12,190 متر.
- سرعة العبور: 940 كيلومتر/ساعة.
- المدى: 2,600 كيلومتر (بالثلاثة خزانات الوقود الخارجية).
- أقصى ارتفاع: 18,300 متر.
- معدل الصعود: 210 متر/ثانية
- الحمل على الأجنحة: 383 كيلوجرام/متر².
- النسبة دفع-وزن: 0.86 وهي محمله، 0.58 وهي محملة إلى أقصى وزن.

### التسليح
تستطيع الطائرة أن تحمل 8,480 كيلوجراما من الذخيرة في تسعة نقاط تعليق تحت جسم الطائرة وتحت الأجنحة.

## وصلات خارجية
- تاريخ الطائرة في موقع شركة بوينغ.
- ردة فعل إسرائيل بعد بيع الولايات المتحدة طائرات إف-4 للسعودية والكويت، وثيقة سرية للرئيس الأمريكي ريتشارد نيكسون «فقط باللغة الإنجليزية».
- موقع الطائرة إف 4
- منتدى طائرة إف 4 فانتوم